# Růže keltská
Růže keltská (Rosa gallica), též růže galská, je druh keře z čeledi růžovité, rozšířený v Evropě, který je původním druhem i v české květeně. Je charakteristická svým nízkým vzrůstem, velkými květy a intenzivní vůní. Je jedním z nejstarších kultivovaných a pěstovaných druhů, stála na počátku šlechtění všech starých odrůd evropských kulturních růží. V České republice roste hlavně v teplejších oblastech, patří zde k ohroženým druhům. 

## Popis
Růže keltská dosahuje výšky přibližně 30 cm až 1 m. Vytváří drobné, chudě větvené, zato bohatě odnožující keříky nebo řídké polykormony s podzemními výhony, které mohou být až 4 m dlouhé. Na tenkých, obvykle do 5 mm širokých větvičkách jsou nepravidelně rozmístěny úzké jehlicovité, obvykle načervenalé ostny promísené s drobnějšími jehlicovitými ostenci, štětinami a stopkatými žlázkami. Špičatě vejčité listy se zubatými, někdy načervenalými okraji jsou kožovité, tuhé, lichozpeřené nejčastěji se dvěma páry lístků; na spodní straně jsou sivé či bledě zelené, více či méně chlupaté.
Silně vonící květy vyrůstají jednotlivě, nanejvýš po dvou či po třech; jejich koruny jsou ploché, červeně až tmavě růžově zbarvené, obvykle 5–8, výjimečně až 10 cm široké, což je nejvíce mezi evropskými růžemi. Vnější kališní lístky jsou zpeřené, hustě žláznaté, někdy až zlistovatělé; po odkvětu se sklánějí dolů a posléze opadávají. Druh kvete v českých podmínkách od května do července, plody jsou asi 1 cm veliké, kulovité či úzce vejčité, suše dužnaté šípky červené barvy.
Co do barvy květů a listů i celkového habitu se jedná o druh dosti proměnlivý. Je tetraploidním druhem, s počtem chromozomů 2n = 28.

## Rozšíření a ekologie

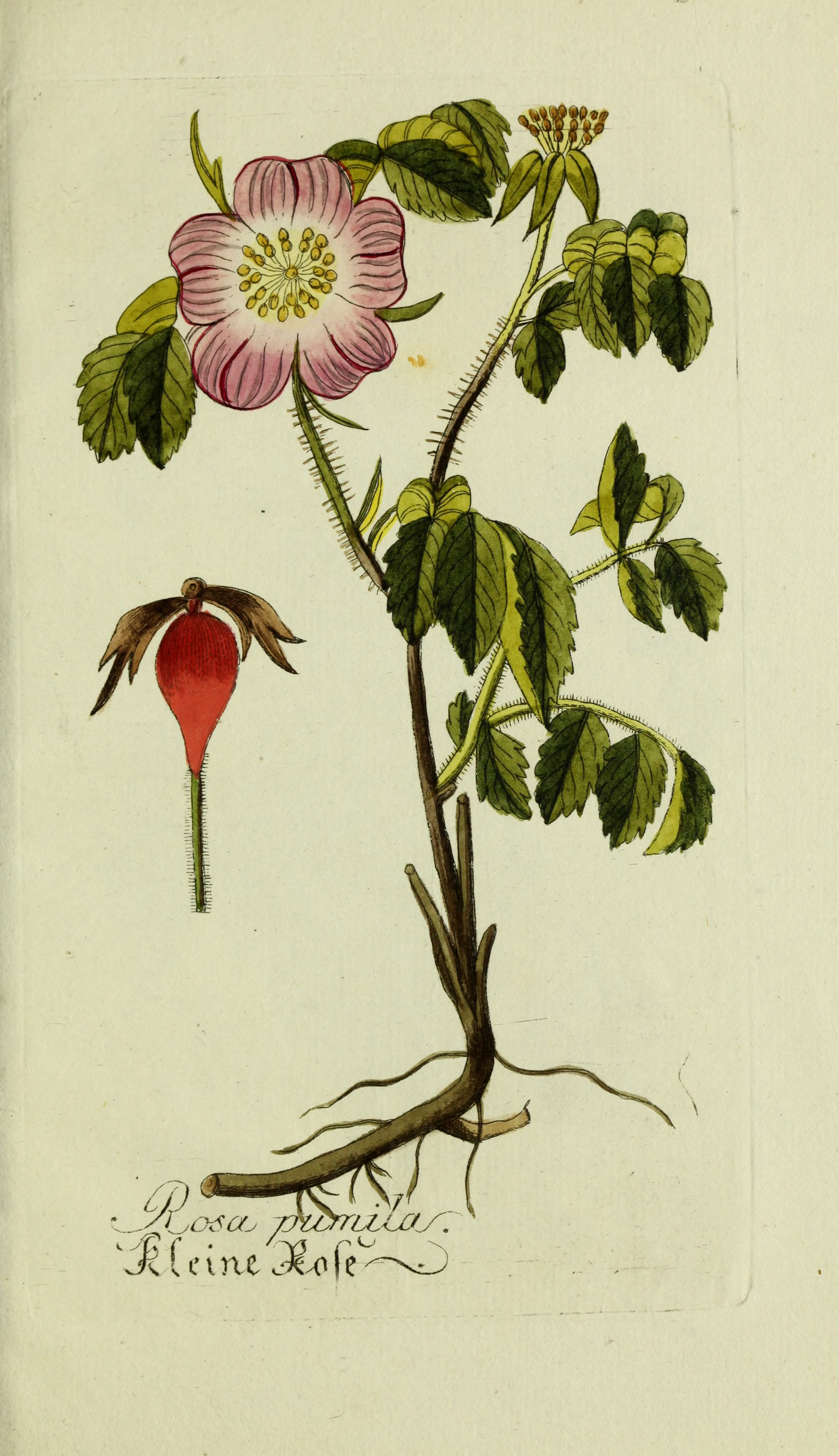
Botanická ilustrace

Jedná se o převážně evropský druh, s těžištěm rozšíření ve střední a jižní Evropě, místy identicky s někdejším keltským osídlením (odtud jméno). Areál zasahuje od Francie až do Malé Asie, na Krymský poloostrov, na Kavkaz a jemu přilehlé oblasti jižního Ruska, severním limitem je baltské pobřeží Německa a Polska. Původním druhem je pravděpodobně také v Tunisku. Introdukována byla i na jiné kontinenty, v současnosti se tak vyskytuje i v mírném podnebním pásu Severní Ameriky či Austrálie. Vinou intenzivní zemědělské činnosti, scelování pozemků, rušení mezí a polních cest a podobně v posledním století ve většině svého přirozeného areálu značně ustoupila.
Růže keltská vyhledává především suchá a výslunná místa lesostepního charakteru, osidluje též skalní výchozy, meze, náspy, pastviny atp. Preferuje půdy s neutrální až mírně zásaditou reakcí. Je značně tolerantní k vypalování i kosení. Optimum výskytu má v nízkých xerofilních (teplomilných) křovinách, lesních lemech, subkontinentálních teplomilných doubravách a širokolistých suchých trávnících, především svazu Bromion erecti, jehož je diagnostickým druhem. V širším, evropském pojetí je diagnostickým druhem třídy Trifolio-Geranietea.
V České republice roste od nížin po pahorkatiny, poměrně hojně v termofytiku, roztroušeně až řídce v mezofytiku. V českém Červeném seznamu ohrožených druhů z roku 2017 je vedena v kategorii C3.

## Využití a šlechtění
Růže keltská má mimořádně dlouhou historii pěstování a šlechtění, sahající až do starověku; v evropském kulturním prostoru byla až do introdukce asijských růží koncem 18. a v 19. století prakticky jedinou výhradně šlechtěnou růží. Patrně nejstarší kulturní odrůdou je Rosa gallica 'Officinalis' neboli "růže lékárníků", vyšlechtěná nejspíše na Blízkém východě a dovezená počátkem 14. století do Francie. Tuto sytě červeně kvetoucí růži měl mimo jiné ve znaku anglický rod Lancasterů. Ve stejné době dosahoval obliby též plnokvěté, žíhaně barevné kultivary, nazývané Rosa gallica 'Versicolor' či Rosa mundi. Přirozené tendence růže keltské k plnokvětosti bylo využito při postupném šlechtění růže stolisté (Rosa ×centifolia) a skupiny růží damašských (Rosa ×damascena), mezi její křížence patří i růže bílá (Rosa ×alba), známá též jako bílá růže z Yorku). Výběrem jedinců se zmnoženými kališními přívěsky vznikla skupina takzvaných mechových růží (var. 'Muscosa').

## Taxonomická poznámka
Tento druh se vnitřně člení na několik dalších taxonomických jednotek; jeho systematika se nicméně stále vyvíjí a není shodně pojata u všech relevantních autorů. Proto můžeme kupříkladu žíhanou varietu, Rosa gallica var. 'Mundi', nalézt v různých zdrojích označenou jako poddruh, nebo dokonce vyčleněnou jako samostatný druh Rosa mundi v rámci sekce Galicannae. Vzhledem k bohaté šlechtitelské historii existuje celý okruh drobných taxonů, variant a vzhledově podobných blízce příbuzných hybridů.

## Galerie

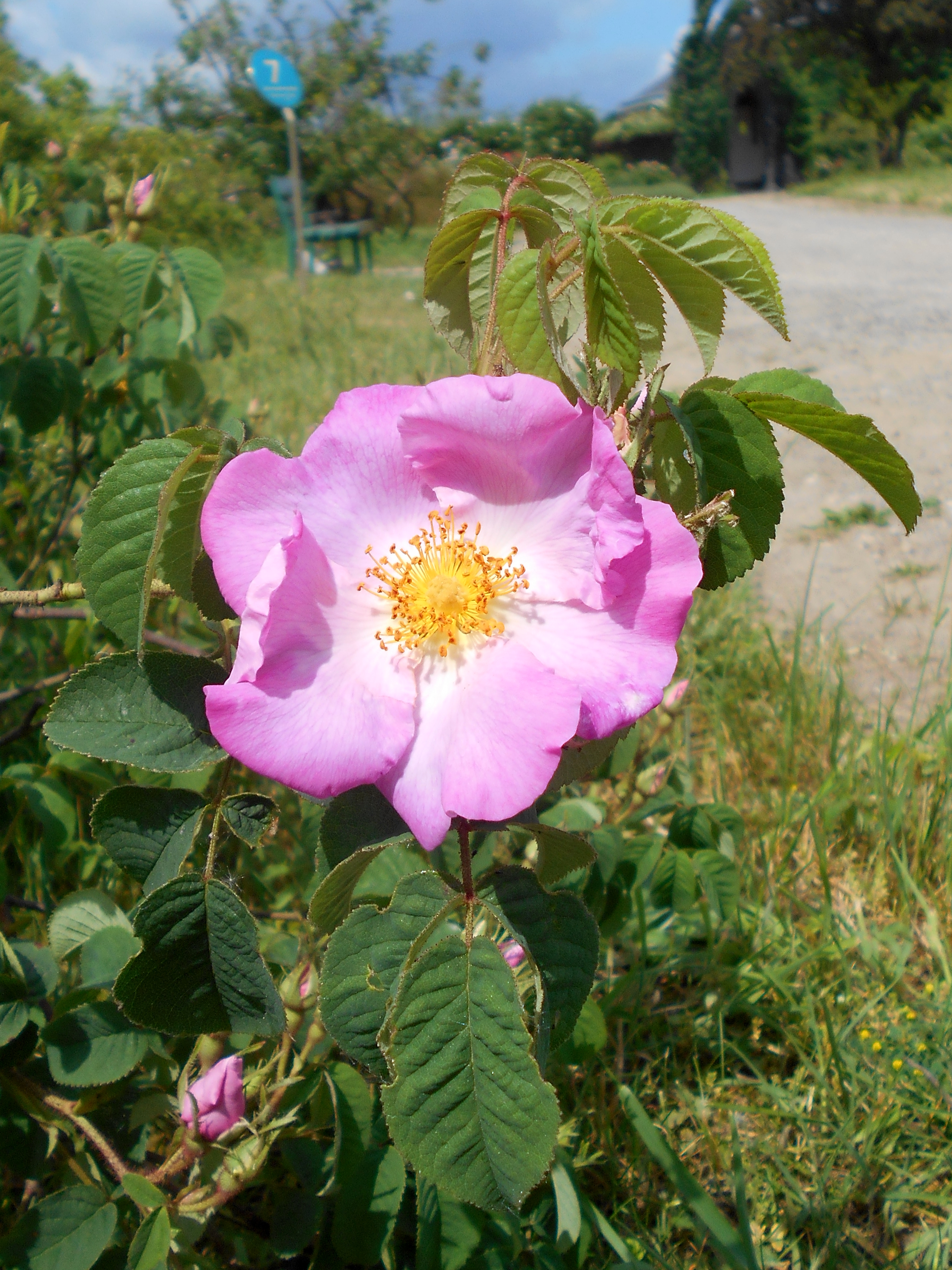
Habitus volně rostoucího keře
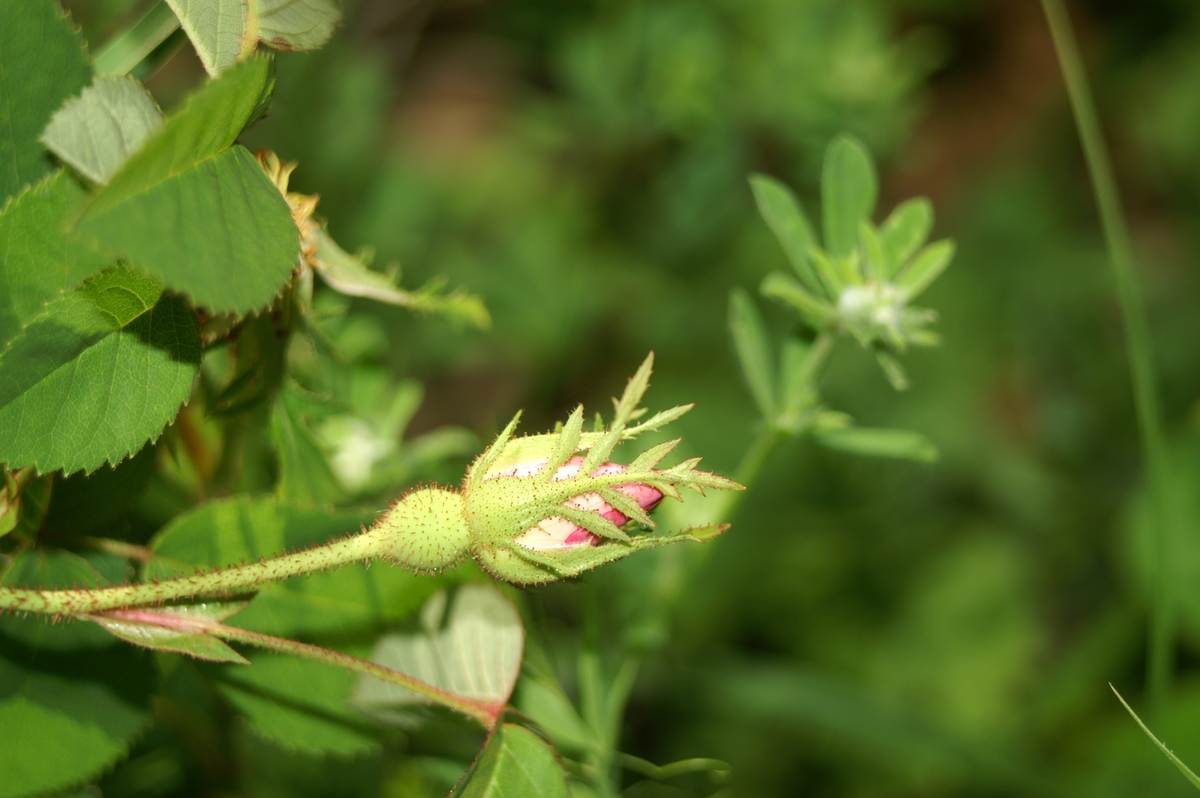
Rozkvétající poupě a dělené kališní lístky
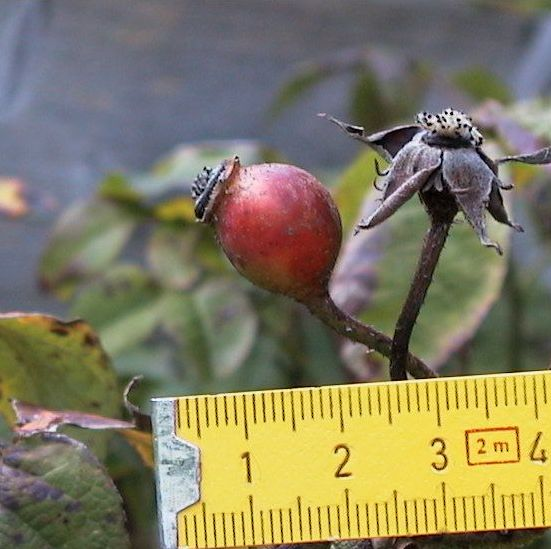
Šípek
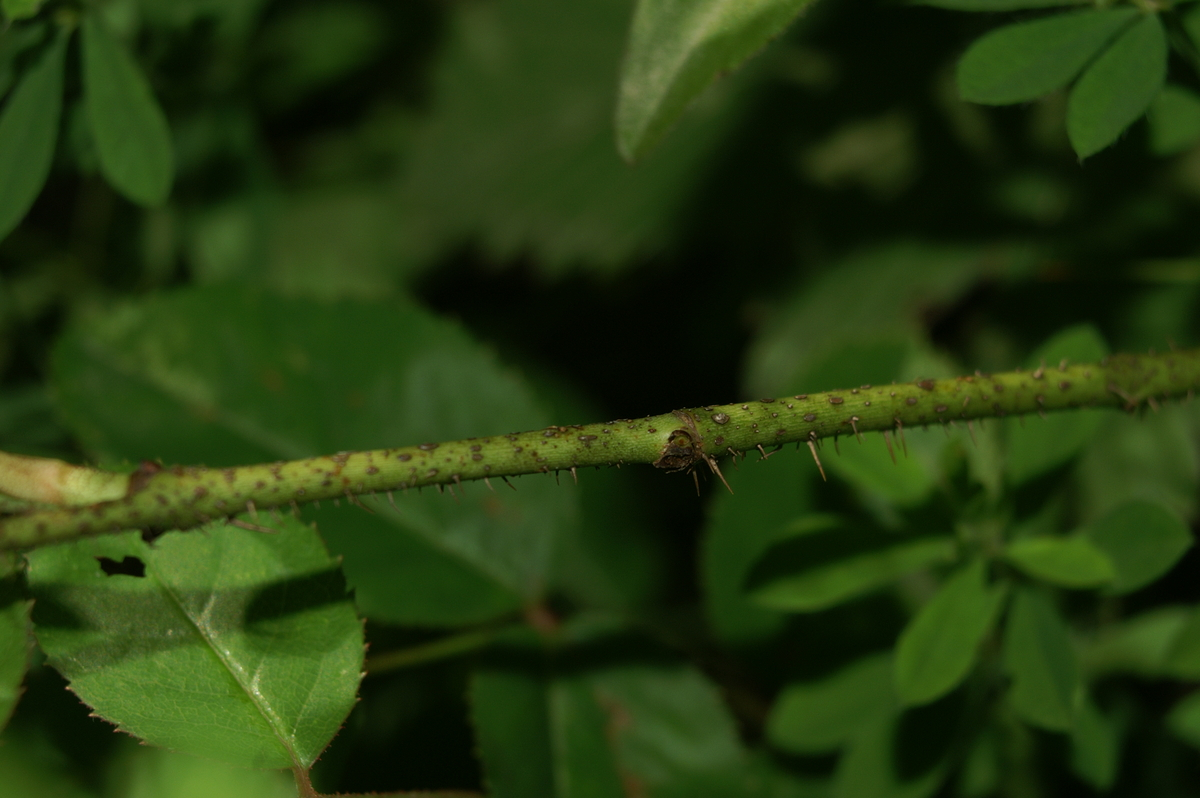
Větvička s několika typy ostnů, ostenců a štětin
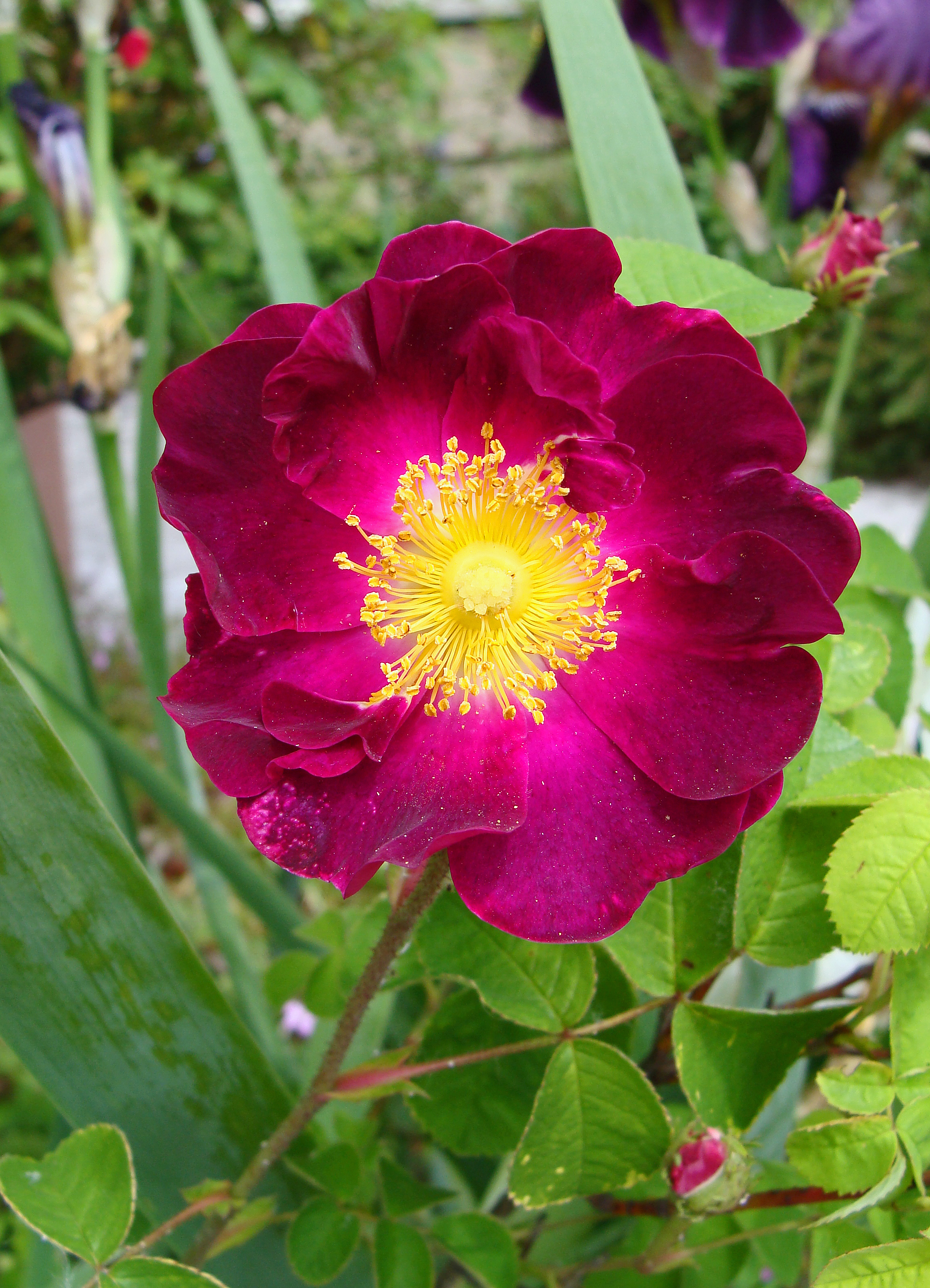
Kultivar 'Belle Sultane'
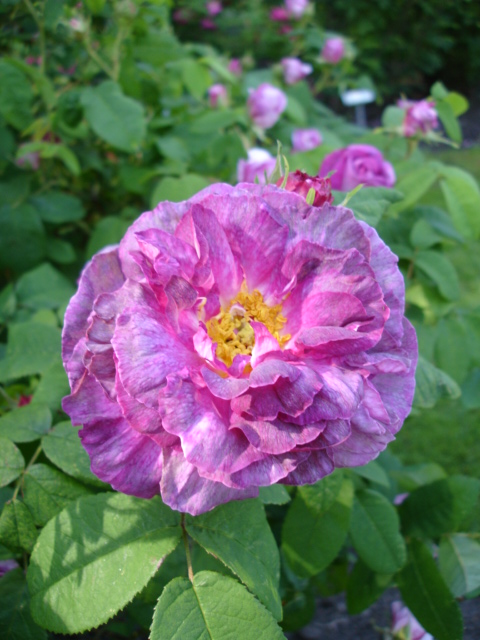
Plnokvětý kultivar 'Ornament de la Nature'
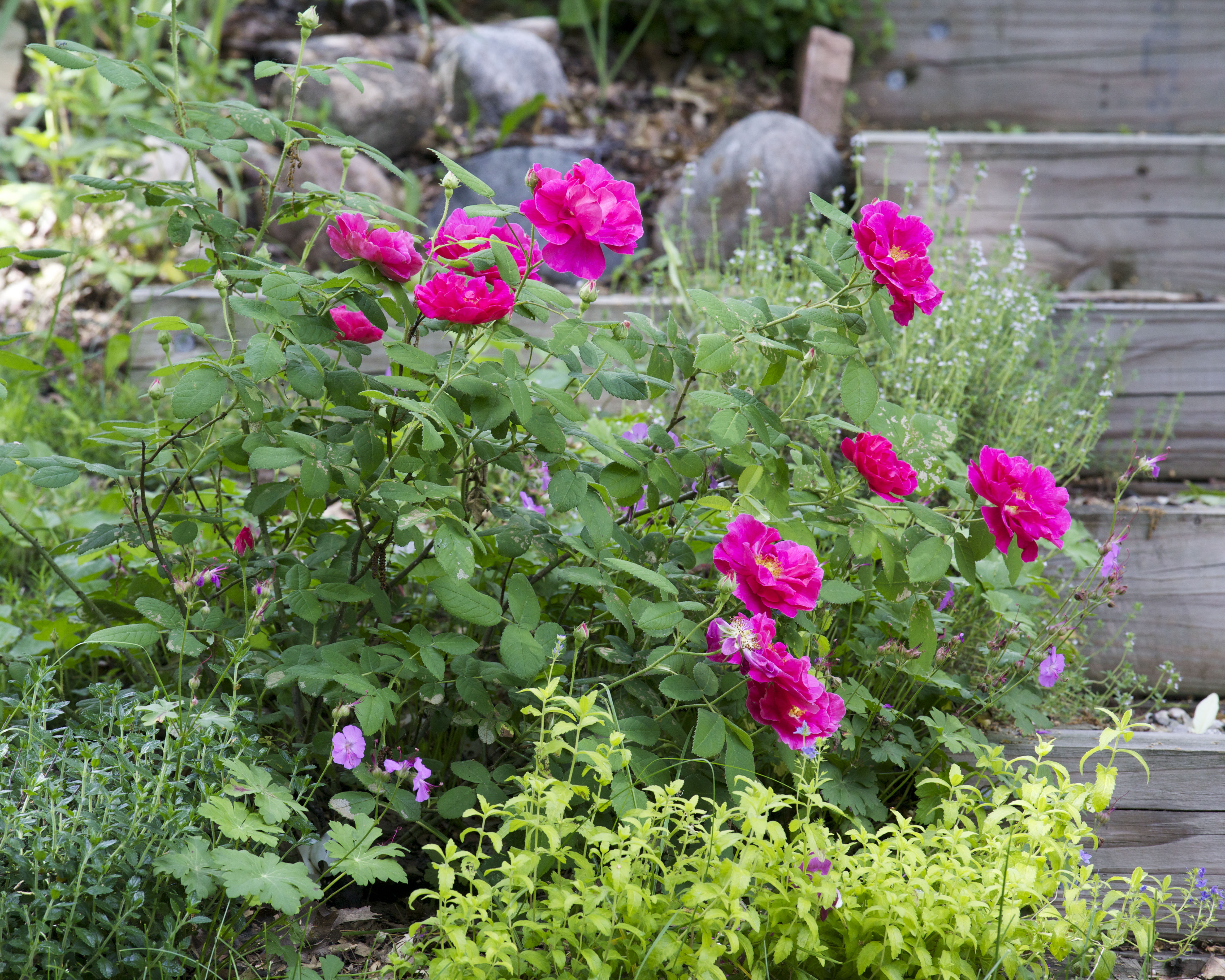
Rosa gallica 'Officinalis'